# 威斯特法伦足球高级联赛
威斯特法伦足球高级联赛（德語：Fußball-Oberliga Westfalen）是由威斯特法伦足球及田径协会主办的最高级别足球赛事。它从1978－1994年间一直位居德国足球联赛系统的第三级，然后随着地区联赛的恢复而降入第四级。在2008年，它像北莱茵高级联赛一样随着北威联赛的设立而解散。经过2012年的地区联赛改革后，威斯特法伦高级联赛作为第五级赛事被重新引入。赛事的最成功球队为普鲁士明斯特，曾五次夺冠。

## 历史

### 既往史
自1956年以来，威斯特法伦地区的顶级足球赛事是双轨制的威斯特法伦协会联赛。两个赛区的胜者再参加两回合制决赛，以决出威斯特法伦冠军，暨升入高级乙组联赛（至1962年）或地区联赛（至1965年）的资格。从1966年至1973年，威斯特法伦的两个赛区胜者都需要参加地区联赛的升级附加赛。在地区联赛于1974年随着德国足球乙级联赛的成立而解散后，人们很快便发现双轨制的协会联赛已不再是理想的下级架构。
因此在1978年，全德范围内的“业余高级联赛（Amateur-Oberligen）”作为德国足球联赛系统的第三级赛事被引入。其原型是自1974年起便已存在的北部及柏林高级联赛。威斯特法伦足协规定，在1977-78赛季协会联赛的两个赛区前八名可自动获得新赛事的参赛资格。积分榜排名第九和第十的球队则需要参加主、客场附加赛来确定。此外，另一个参赛名额则会归属于从乙级联赛降级的球队。
最终，晋级1978-79赛季威斯特法伦高级联赛的创始参赛球队如下：
- 来自乙级联赛北区：黑尔福德（德语：SC Herford）
- 来自威斯特法伦协会联赛1区：阿伦SV（德语：Ahlener SV）、贝库姆（德语：SpVg Beckum）、宾德（德语：Bünder SV）、埃姆斯代滕05（德语：SpVg Emsdetten 05）、居特斯洛、哈塞温克尔（德语：TSG Harsewinkel）、帕德博恩（德语：1. FC Paderborn）、赖内（德语：VfB Rheine）、诺伊豪斯宫（德语：TuS Schloß Neuhaus）
- 来自威斯特法伦协会联赛2区：阿尔特纳（德语：VfB Altena）、埃尔肯施维克（德语：SpVgg Erkenschwick）、格费尔斯贝格（德语：VfL Gevelsberg）、霍尔茨维克德（德语：SV Holzwickede）、许斯特09（德语：SuS Hüsten 09）、吕特根多特蒙德光明之路（德语：DJK Hellweg Lütgendortmund）、和睦雷克林豪森（德语：Eintracht Recklinghausen）、锡根体育之友

### 成立初期（1978－1984年）
1978年8月13日，威斯特法伦高级联赛以“威斯特法伦业余高级联赛（Amateur-Oberliga Westfalen）”的名义正式投入运作。在最初的两个赛季，联赛冠军可以直接升入乙级联赛北区，排名最末的两支球队则必须降级。首个冠军由黑尔福德以领先诺伊豪斯宫1分的优势夺得。这一归属直至联赛末轮的一周后才决出：在黑尔福德与赖内的比赛中，后者本以3比2获胜，却因球迷骚乱而取消并重赛。通过在一周后重赛的互交白卷，黑尔福德成为冠军。而在末轮落败的诺伊豪斯宫尽管拥有更多的净胜球，却只能遗憾屈居亚军。
一年后，夺冠的是埃尔肯施维克。自1981年起，乙级联赛将两个赛区合并为一个赛区。这使得德国足协增设了德乙升级附加赛。帕德博恩成为了牺牲者，作为冠军它仅被允许参加德国业余锦标赛，并在半决赛出局。由于有四支威斯特法伦球队从乙级联赛降级，使得威斯特法伦业余高级联赛在1981-82赛季的参赛球队不得不达到21支。
从1982年至1994年，联赛冠军不再能够直接升级，而是需要参加升级附加赛。亚军则将参加德国业余锦标赛。1982年的冠军诺伊豪斯宫顺利通过附加赛升级。1982-83赛季则带来了迄今最令人激动的赛季结局。和睦哈姆和红白吕登沙伊德在季末的积分及净胜球均为相同。哈姆人最终凭借更多的入球数而夺冠。

### 居特斯洛及哈姆丑闻（1984－1987年）
1983-84赛季由于居特斯洛的争议而黯然失色。在家用电器制造商米乐的资助下，居特斯洛将前职业球员福尔克·格劳尔和罗兰·派奇带到了海德瓦尔德体育场（居特斯洛的主场）。两人作为“假冒业余球员”领取违反章程的工资，使得球队也被媒体讥讽为“业余球员的安乐乡”。事件曝光后，俱乐部一审被判贬至协会联赛。但在法庭的终审判决中，又被减弱为扣25分和并处罚金了事。尽管居特斯洛的夺冠存在争议，但其在升级附加赛中全面落败。亚军和睦哈姆则杀入业余锦标赛决赛，却以1比4惨败于奥芬堡。
同样在1984年，和睦哈姆也被卷入一宗关于哈姆银行的丑闻。俱乐部董事长保罗·舒尔特（Paul Schulte），同时身兼银行董事长，在哈姆银行被发现亏空3亿德国马克、以及随后被查明超过11亿德国马克后被收监。尽管如此，球队还是以领先万讷-埃克尔3分的优势再度夺冠。然而就像两年前一样，哈默的球队在升级附加赛铩羽而归。1985年，万讷-埃克尔也进入了德国业余锦标赛的决赛，却以0比3不敌云达不来梅业余队。

### 明斯特对抗东威斯特法伦（1987－1994年）
自1987年起在保级大战中引入了一个新的模式。高级联赛的倒数第三名球队将与协会联赛的两个赛区亚军进行附加赛。在首个赛季中，哈塞尔从新模式中受益，并成功升入高级联赛。1987-88赛季的普鲁士明斯特或许是历史上最强的高级联赛球队。凭借着54:6的积分，明斯特以领先亚军威斯特法伦黑尔讷17分的巨大优势夺冠。尽管如此，他们在升级附加赛中却以失败告终。
在1988年，一支曾长期位列德甲联赛的球队——阿米尼亚比勒费尔德降入高级联赛，并在此后的六年带来了大量的观众。凭借着强大而年轻化的阵容，阿米尼亚人长时间占据着积分榜首位，却在最后一轮还是遭到了普鲁士明斯特的拦截：在阿米尼亚以1比2不敌赖内的同时，明斯特人则与费尔互交白卷。最终得以参加升级附加赛的仍然是普鲁士明斯特。
比勒费尔德统治了1989-90赛季并赢得冠军。他们作为升级热门球队，却在附加赛中接连不敌奥尔登堡和哈费尔瑟。同样在随后的几年，威斯特法伦冠军都是升级附加赛或业余锦标赛的失意者。在1991-92赛季结束后，舍平根因法律纠纷而自愿退赛。这支明斯特兰希望来季被划入行政区联赛（第5级）。尽管足协更愿意将球队降至更低一级的县级A组联赛，却因舍平根的抗议而作罢。舍平根最终被划入行政区联赛，而高级联赛则在接下来的赛季扩军至18支球队。
1994年，地区联赛作为第三级赛事被重新设立。来自威斯特法伦业余高级联赛的6支球队将可获得新联赛的参赛权。这些名额分别由冠军帕德博恩-诺伊豪斯、普鲁士明斯特、阿米尼亚比勒费尔德、埃尔肯施维克、费尔和瓦滕沙伊德09业余队瓜分。而明斯特人也在以1比0战胜奥芬巴赫踢球者后赢得德国业余锦标赛冠军。

### 第四级联赛的危机年代（1994－2008年）
随着地区联赛的重新设立，威斯特法伦业余高级联赛更名为“威斯特法伦高级联赛（Oberliga Westfalen）”。转往地区联赛的球队造成的空缺由总共8支从协会联赛升级的球队来填补。高级联赛和协会联赛之间的升、降级附加赛被废除。相反，协会联赛的两个赛区亚军将通过中立场地进行的附加赛来决出升级名额。而在另一方面，高级联赛的冠军可以直接升入地区联赛。
尽管在威斯特法伦高级联赛的头16年间，所有球队都能顺利完赛，但自1994年起，则有大量球队在赛季过程中退赛。1994-95赛季，格费尔斯贝格在三次缺席预定的比赛后被移除出联赛。一年后，蓝白维沃从正在进行的比赛中退出。在积分榜的另一端，升班马艾伦则引起了轰动。在化妆品生产商LR国际的资助下，艾伦成为了首支从协会联赛连升至地区联赛的球队。
在1990年代末期接连有更多球队退赛。1997年的薛尔德尽管竞赛成绩合格但仍被强制降入州级联赛。1999-2000赛季期间则有蓝白雷克林豪森邮政和罗特豪森被先后注销资格。由于地区联赛在2000年将四个赛区合并成两个，当季冠军许尔斯不允许直接升级。球队在升级附加赛中失败而归。居特斯洛在2000年也被炒的沸沸扬扬。之后俱乐部破产，并不得不从正在进行的地区联赛赛季中注销，而居特斯洛2000则作为继任者重新面世。由于新俱乐部是通过与其已破产的前身合并而来，因此他们得以从威斯特法伦高级联赛开始作赛。俱乐部董事会是钻了规则的空子，这些操作从而招致其它球队的批评。
在2001年之后，帕德博恩07立即成功重返地区联赛，这支职业俱乐部的预备队在2000-01赛季的前半程占据统治地位。在2002年至2006年期间，共有四支球队瓜分了五届冠军。其中沙尔克04的业余队在2002-03赛季的入球数超过100个。一种罕见的情况发生在一年后，由于瓦滕沙伊德09从地区联赛降级，导致最终排名高级联赛第12的该俱乐部二线队必须强制降入协会联赛。
在2007年，德国西部足球协会主席赫尔曼·科夫马赫倡议设立涵盖整个北莱茵-威斯特法伦州的高级联赛，以取代威斯特法伦和北莱茵的两项高级联赛。这应该自2008年起为三轨制地区联赛提供坚实基础。经过确定，在2007-08赛季排名前四位的球队将升入地区联赛，而排名第五至第十一位的球队则进入新的北威联赛。威斯特法伦随着北威联赛的成立而解散，这遭到了许多威斯特法伦球队代表的质疑和反对。
普鲁士明斯特最终获得了最后一届威斯特法伦高级联赛的冠军，并与洛特体育之友、波鸿二队和沙尔克04二队携手进军地区联赛。而参加北威联赛的名额则由威斯特法伦黑尔讷、舍姆贝克、日耳曼格拉德贝克、哈姆、德尔布吕克、居特斯洛2000和阿米尼亚比勒费尔德二队获得。然而格拉德贝克并没有申请参赛牌照。而埃尔肯施维克则破产清盘，红白艾伦二队亦放弃入替。因此，这使得竞赛成绩并不达标的厄斯特里希-伊瑟隆体育之友得以参加北威联赛。

### 复兴（自2008年起）
随着地区联赛于2012年重新进行改革，北威联赛再次被撤销。在威斯特法伦地区则迎来了高级联赛的复兴。凡在2011-12赛季北威联赛中因竞赛成绩或因参赛许可证被拒而无法升入地区联赛的球队均可自动获得高级联赛的参赛资格。另外的参赛名额则由来自威斯特法伦联赛两个赛区的球队进行填补。最终，晋级2012-13赛季威斯特法伦高级联赛的参赛球队如下：
- 来自北威联赛：红白艾伦、阿米尼亚比勒费尔德二队、多恩贝格（德语：TuS Dornberg）、埃恩德特布吕克（德语：TuS Erndtebrück）、威斯特法伦黑尔讷（德语：Westfalia Herne）、威斯特法伦里讷恩（德语：Westfalia Rhynern）、舍姆贝克（德语：SV Schermbeck）
- 来自威斯特法伦联赛1区：罗兰贝库姆（德语：SC Roland Beckum）、吉芬贝克（德语：1. FC Gievenbeck）、居特斯洛2000、哈姆（德语：Hammer SpVg）、利普施塔特08、诺因基兴（德语：SuS Neuenkirchen）
- 来自威斯特法伦联赛2区：埃内佩塔尔（德语：TuS Ennepetal）、埃尔肯施维克（德语：SpVgg Erkenschwick）、黑芬（德语：TuS Heven）、施普洛霍弗（德语：TSG Sprockhövel）、瓦滕沙伊德09

重新引入的高级联赛的首个冠军是是来自威斯特法伦联赛的升班马利普施塔特08。其连同亚军瓦滕沙伊德09一起升入了西部地区联赛。在2013-14赛季表现出色的则是阿米尼亚比勒费尔德二队，并提前五轮确保夺冠。然而球队却不允许升级，因为阿米尼亚的一线队刚从德乙联赛降级，且章程规定德丙联赛俱乐部的二队不允许参加地区联赛。唯一的升级者是新贵勒丁豪森，他们在第五次升级后终于成功跳入地区联赛。
自2014-15赛季起，联赛冠军可直接入围来季德国足协杯正赛并不再仅可通过威斯特法伦杯入围。

## 冠军及升级
威斯特法伦高级联赛最为成功的球队是曾五次夺冠的普鲁士明斯特。然而普鲁士只有两次实现升级。在1989年，普鲁士通过附加赛升入德乙联赛，而2008年则是直接升入地区联赛。至于1988年、1992年和1993年，明斯特人都在德乙升级附加赛中铩羽而归。第二成功的球队是曾四次夺冠的帕德博恩07。其中帕德博恩（1981年冠军）和诺伊豪斯宫（1982年冠军）于1985年合并为帕德博恩-诺伊豪斯，后在1994年夺冠。至1997年，帕德博恩-诺伊豪斯解散，而其足球部门则组成独立的帕德博恩07（2001年冠军）。普鲁士多特蒙德二队以三次冠军成为第三成功的球队。阿米尼亚比勒费尔德是唯一一家一线队（1990）和二线队（2004年、2014年）都夺得过冠军的俱乐部。1996年，艾伦成为首支以升班马身份夺得威斯特法伦高级联赛冠军的球队。在2012-13赛季，尽管当联赛重新改制后有许多升班马得以进入高级联赛，最终的冠军亦仍然属于升班马利普施塔特08。就在同一年，瓦滕沙伊德09也同样实现了从威斯特法伦联赛至地区联赛的连升。2013-14赛季，勒丁豪森成为第四支连升至地区联赛的升班马球队。
在1982年至1994年间，威斯特法伦高级联赛冠军需要与北莱茵、北部和柏林高级联赛冠军，以及北部高级联赛亚军进行附加赛，以争夺2个升入德乙联赛的名额。威斯特法伦代表只有两次成功跳入上级。首支成功升级的球队是1982年的诺伊豪斯宫，然后是1989年的普鲁士明斯特。明斯特人在1993年是不幸的，他们在附加赛中不敌红白埃森，但后者却在1993-94赛季德乙联赛期间被查明在牌照审批过程中材料舞弊，从而被剥夺参赛牌照。
球队同时赢得威斯特法伦高级联赛和威斯特法伦杯冠军的情况共出现过五次。首个双冠王是1987年的埃尔肯施维克。帕德博恩07曾两次加冕双冠王：1994年以帕德博恩-诺伊豪斯的名义和2001年以如今的名称。其余的双冠王则分别是2007年的费尔和2008年的普鲁士明斯特。
下表列出了在威斯特法伦高级联赛历史上夺得过冠军的球队。球队是按夺冠次数排序。在夺冠次数相同的情况下，则按旁边的亚军次数排序。前身球队所获得的成就被归入现继任球队名下。
| 名次 | 球队                   | 冠军 | 亚军 |
| ---- | ---------------------- | ---- | ---- |
| 1    | 普鲁士明斯特           | 5    | 2    |
| 2    | 帕德博恩07             | 4    | 4    |
| 3    | 普鲁士多特蒙德二队     | 3    | 1    |
| 4    | 费尔                   | 2    | 4    |
| 5    | 居特斯洛               | 2    | 1    |
|      | 和睦哈姆               | 2    | 1    |
|      | 埃尔肯施维克           | 2    | 1    |
|      | 锡根体育之友           | 2    | 1    |
| 9    | 阿米尼亚比勒费尔德二队 | 2    | 0    |
| 10   | 沙尔克04二队           | 1    | 6    |
| 11   | 波鸿二队               | 1    | 3    |
| 12   | 瓦滕沙伊德09           | 1    | 2    |
| 13   | 阿米尼亚比勒费尔德     | 1    | 1    |
|      | 舍平根                 | 1    | 1    |
| 15   | 艾伦                   | 1    | 0    |
|      | 黑尔福德               | 1    | 0    |
|      | 许尔斯                 | 1    | 0    |
|      | 利普施塔特08           | 1    | 0    |
|      | 埃恩德特布吕克         | 1    | 0    |